# Michael Grandt
Michael Grandt (* 1963) ist ein deutscher Buchautor. Er veröffentlichte unter anderem im Kopp Verlag.

## Leben
Grandt arbeitet seit 1992 als Publizist, Dozent und Fachberater für die Themenbereiche Wirtschaft, Finanzen, Politik und Zeitgeschichte. Er erhielt 2011 von der rumänischen Universität Pitești die Ehrendoktorwürde. Sein Bruder Guido Grandt (* 1963) ist ebenfalls Buchautor.

## Publikationen
Sachbücher 
- Schwarzbuch Satanismus. Pattloch, Augsburg 1995, ISBN 3-629-00663-9 (mit Guido Grandt).
- Schwarzbuch Anthroposophie. Rudolf Steiners okkult-rassistische Weltanschauung. Ueberreuter, Wien 1997, ISBN 3-8000-3651-7 (mit Guido Grandt).
- Erlöser. Phantasten, Verführer und Vollstrecker. Alibri, Aschaffenburg 1998, ISBN 3-932710-10-X (mit Guido Grandt).
- Waldorf-Connection. Rudolf Steiner und die Anthroposophen. Alibri, Aschaffenburg 1998, ISBN 3-932710-15-0 (mit Guido Grandt).
- Ware Kind. Mißbrauch und Prostitution. Patmos, Düsseldorf 1999, ISBN 3-491-72420-1 (mit Guido Grandt und Petrus van der Let).
- Alptraum Kunde. Was Verkäufer zum Wahnsinn treibt. Campus, Frankfurt am Main und New York 1999, ISBN 3-593-36284-8.
- Satanismus. Die unterschätzte Gefahr. Patmos, Düsseldorf 2000, ISBN 3-491-72427-9.
- Wege aus der Aggressionsgesellschaft. Kreuz, Stuttgart und Zürich 2001, ISBN 3-7831-2012-8.
- Unternehmen „Wüste“. Hitlers letzte Hoffnung. Das NS-Ölschieferprogramm auf der Schwäbischen Alb. Silberburg-Verlag, Tübingen 2002, ISBN 3-87407-508-7.
- Schwarzbuch Waldorf. Gütersloher Verlags-Haus, Gütersloh 2008, ISBN 978-3-579-06995-1.
- Antibiotika aus der Natur. Sanfte Heilung durch natürliche Medizin. Kopp, Rottenburg 2009, ISBN 978-3-938516-92-8 (mit Marion Grandt).
- Der Crash der Lebensversicherungen. Die enttarnte Lüge von der angeblich sicheren Vorsorge. Kopp, Rottenburg 2009, ISBN 978-3-938516-97-3.
- Der Staatsbankrott kommt! Hintergründe, die man kennen muss. Kopp, Rottenburg 2010, ISBN 978-3-942016-25-4.
- mit G. Spannbauer, U. Ulfkotte: Europa vor dem Crash. Was Sie jetzt wissen müssen, um sich und Ihre Familie zu schützen. Kopp Verlag, 2011
- Die Grünen. Zwischen Kindersex, Kriegshetze und Zwangsbeglückung. Kopp Verlag, Rottenburg 2015, ISBN 978-3-86445-218-5.
- Ihre Vorsorgemappe. So schützen Sie Ihr Vermögen. Finanz-Buch-Verlag, München 2016, ISBN 3-89879-960-3.
- Adolf Hitler – eine Korrektur. Was Ihnen die Geschichts- und Schulbücher verschweigen. Reval-Buch OÜ, Narva 2019, ISBN 978-9949-01-263-3.
- Kommt die Klima-Diktatur? Eine faktenreiche Analyse des grünen Klimawahns. Kopp Verlag, Rottenburg 2019, ISBN 978-3-86445-707-4.
- Schlachtfeld Deutschland? Wie die Regierung unser Land in den Krieg führt. Die Chronik des Verschwiegenen. Selbstverlag der Deutschen Konservativen, Hamburg 2024, ISBN 978-3-98987-003-1.

 Belletristik 
- Wir sind der Mörder. Geschichten über den Krieg und das Sterben. Gryphon, München 2001, ISBN 3-935192-20-7.
- Das Hitler-Tribunal.
  - Bd. 1: Wege zur Macht. Mit Supplement. Gryphon, München u. a. 2006, ISBN 3-937800-99-9.
  - Bd. 2: Wege zum Krieg. Gryphon, München u. a. 2007, ISBN 3-937800-98-0.
- Jesus in Auschwitz. Geschichten aus dunklen Zeiten. Gryphon, München und New York 2009, ISBN 978-3-937800-89-9.
- Das Merkel-Attentat. Thriller. Bisingen 2019, ISBN 978-3-00-062376-9 (mit Alexander Strauß)